# Чемпионат СССР по дзюдо 1981
8-й Чемпионат СССР по дзюдо прошёл в Минске 2-5 июля 1981 года.

## Медалисты
| Весовая категория           | Золото                                    | Серебро                                       | Бронза                                                                                     |
| --------------------------- | ----------------------------------------- | --------------------------------------------- | ------------------------------------------------------------------------------------------ |
| Наилегчайший вес (до 60 кг) | Хазрет Тлецери Вооружённые Силы (Майкоп)  | Николай Карпунин «Динамо» (Новосибирск)       | Михаил Моргалёв Вооружённые Силы (Горький) Николай Алексеев Вооружённые Силы (Новосибирск) |
| Полулёгкий вес (до 65 кг)   | Пётр Пономарёв «Динамо» (Каунас)          | Рафхат Шафеев «Динамо» (Куйбышев)             | Валерий Гаврильчик «Динамо» (Челябинск) Норик Мкртумян «Динамо» (Рязань)                   |
| Лёгкий вес (до 71 кг)       | Магомед Парчиев «Урожай» (Майкоп)         | Умар Мараев «Локомотив» (Грозный)             | Тамаз Намгалаури «Динамо» (Тбилиси) Магомед Кукуркоев «Колос» (Харьков)                    |
| Полусредний вес (до 78 кг)  | Арутюн Арутюнян «Динамо» (Ереван)         | Шота Хабарели Вооружённые Силы (Тбилиси)      | Андрей Клоян Вооружённые Силы (Ташкент) Фархад Раджабли «Буревестник» (Сумгаит)            |
| Средний вес (до 86 кг)      | Вячеслав Сенкевич «Динамо» (Минск)        | Николай Домонтович «Динамо» (Донецк)          | Виталий Быченок Вооружённые Силы (Киев) Давид Бодавели Вооружённые Силы (Тбилиси)          |
| Полутяжёлый вес (до 95 кг)  | Александр Шуров «Динамо» (Курск)          | Владимир Гурин Вооружённые Силы (Майкоп)      | Рамаз Харшиладзе Вооружённые Силы (Тбилиси) Василий Несветайлов «Труд» (Кемерово)          |
| Тяжёлый вес (свыше 95 кг)   | Алексей Тюрин Вооружённые Силы (Алма-Ата) | Игорь Метлицкий Вооружённые Силы (Минск)      | Хазрет Куваев Вооружённые Силы (Майкоп) Григорий Веричев «Динамо» (Челябинск)              |
| Абсолютная категория        | Григорий Веричев «Динамо» (Челябинск)     | Нодар Нугзаришвили Вооружённые Силы (Тбилиси) | Александр Шабанович «Буревестник» (Минск) Игорь Метлицкий Вооружённые Силы (Минск)         |